# Alloscirtetica arrhenica
Alloscirtetica arrhenica är en biart som först beskrevs av Joseph Vachal 1904.  Alloscirtetica arrhenica ingår i släktet Alloscirtetica och familjen långtungebin. Inga underarter finns listade i Catalogue of Life.